# Norsivaara
Norsivaara är en ort i Gällivare kommun, Norrbottens län. Orten ligger cirka 8 mil från Gällivare.
Vid folkräkningen 1890 hade orten 23 invånare och i augusti 2016 fanns det enligt Ratsit tre personer över 16 år registrerade med Norsivaara som adress.